# Hildon
Hildon és un entorn d'aplicacions per a dispositius mòbils sobre el sistema operatiu Linux. Va ésser desenvolupat per Nokia per al sistema operatiu Maemo i és actualment part de GNOME. Està enfocat a proporcionar una interfase per a ésser accionada amb els dits.
Es tracta d'una sèrie d'extensions al GTK per a proveir la funcionalitat adequada als mòbils, però també proporciona un entorn d'escriptori que inclou explorador de tasques, panell de control, barra d'estat, barra de tasques i applets.
Hildon ha estat adoptat per Ubuntu per a la seva edició "Ubuntu per a MIDs" (dispositius mòbils i d'internet).